# Randori
Randori (japanska: 乱取り) är en budoterm som brukar översättas till fria tekniker, vilket markerar en skillnad mot den fasta strukturen i kata. Exakt hur randori utövas skiljer sig åt mellan olika budokonster. I bland annat judo, jujutsu och shodokan aikido innebär randori att man möts man mot man och försöker motverka den andres tekniker. Även om man i karate använder ordet kumite för den typen av träning, så använder vissa skolor också termen randori avseende en träningsform där de båda karateutövarna rör sig mycket snabbt, parerar och försöker använda alla tekniker, även de mest extrema. Total kontroll över kroppens motorik är nödvändig och därför är det oftast endast de högre graderade som tränar randori. I dessa skolor är skillnaden mellan randori och kumite att i randori avbryts inte rörelsen innan träff när en framgångsrik teknik används. I andra aikidostilar, som exempelvis Aikikai, innebär randori att en utövare ska försvara sig mot flera motståndare. 